# Rolf Luft Award
Der Rolf Luft Award ist eine Auszeichnung des Karolinska Institutet in Solna (bei Stockholm) für herausragende wissenschaftliche Leistungen auf dem Gebiet der Endokrinologie und Diabetologie. Sie wird seit dem Jahr 2000 verliehen und erinnert an Rolf Luft (1914–2007), den Nestor der Endokrinologie in Schweden.

## Preisträger
- 2000: Jeffrey M. Friedman
- 2001: C. Ronald Kahn
- 2003: Bruce Spiegelman
- 2005: Stephen O’Rahilly
- 2006: Philip Cohen
- 2007: Wylie Vale
- 2008: Grahame Hardie
- 2009: Lewis C. Cantley
- 2011: Jeffrey Scott Flier
- 2012: David John Mangelsdorf
- 2013: Se-Jin Lee
- 2014: Roger H. Unger
- 2015: Andrew Hattersley
- 2016: Michael S. Brown, Joseph L. Goldstein
- 2017: Daniel J. Drucker
- 2018: Rudolf Zechner
- 2019: Mitchell A. Lazar
- 2020: Franz M. Matschinsky
- 2022: Roger D. Cone
- 2024: Frances Ashcroft
- 2025: Ronald M. Evans